# كلارنس إليس (عالم حاسوب)
كلارنس إليس (بالإنجليزية: Clarence Ellis)‏ هو عالم حاسوب أمريكي، ولد في 11 مايو 1943 في شيكاغو في الولايات المتحدة، وتوفي في 17 مايو 2014 في بولدر في الولايات المتحدة.